# Orobó (kommun)
Orobó är en kommun i Brasilien.   Den ligger i delstaten Pernambuco, i den östra delen av landet, 1 600 km nordost om huvudstaden Brasília. Antalet invånare är 22 865.
Följande samhällen finns i Orobó:
- Orobó

Omgivningarna runt Orobó är en mosaik av jordbruksmark och naturlig växtlighet. Runt Orobó är det ganska tätbefolkat, med 192 invånare per kvadratkilometer.